# A müncheni S-Bahn állomásainak listája

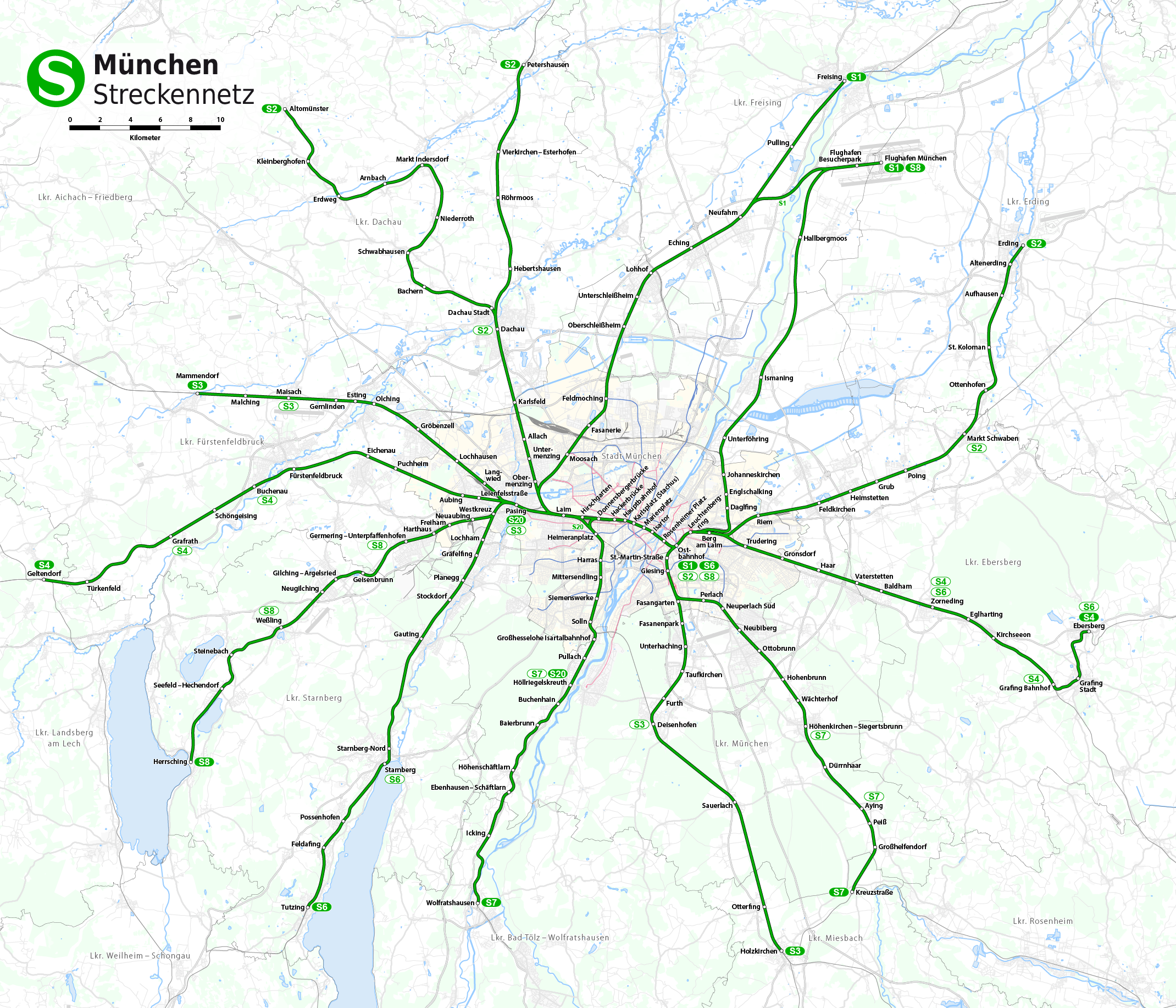
A Münchni S-Bahn térképvázlata

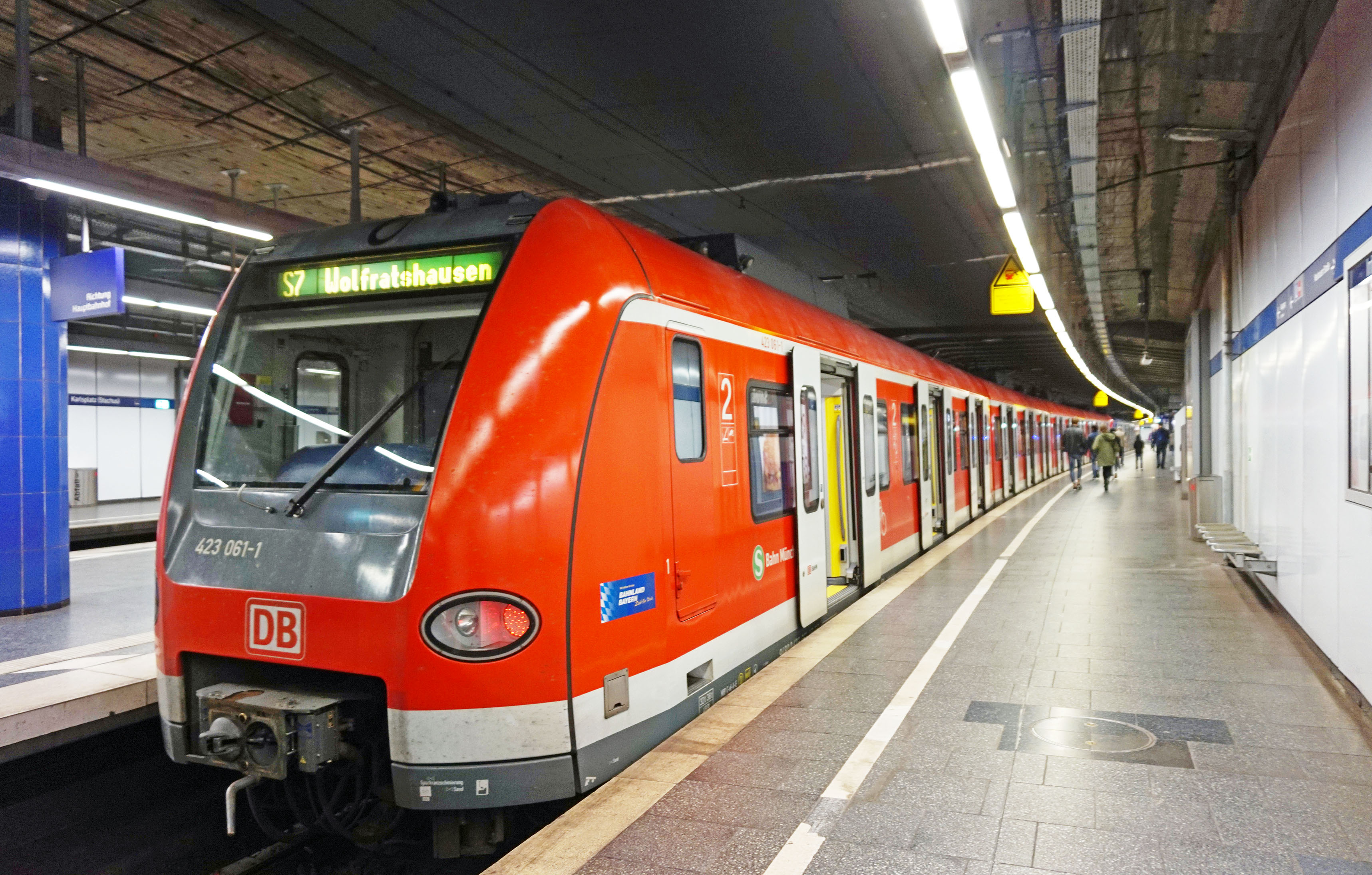
S-Bahn szerelvény Station Karlsplatz (Stachus) állomáson

Ez a lista a Müncheni S-Bahn állomásait sorolja fel,  müncheni S-Bahn összes korábbi, jelenlegi és tervezett állomását tartalmazza.
Az 1972-ben megnyitott S-Bahn-hálózat, amelyet a DB Regio a Müncheni Közlekedési és Tarifa Egyesület részeként üzemeltet, 2010-ben naponta 800 000 utast szállított.. 2024-ben a nyolc vonal 150 állomást szolgál ki, amelyek közül 42 kizárólag München városában található. A többi 108 állomás München tíz kerületében (34), Fürstenfeldbruck (16), Dachau (15), Starnberg (14), Ebersberg (11), Erding (6), Freising (6), Miesbach (3), Bad Tölz-Wolfratshausen (2) és Landsberg am Lech (1) járásokban található; Harthaus és Karlsfeld állomások egy része szintén München városhatárán belül található.
A müncheni S-Bahn-hálózaton nyolc földalatti állomás található abból az összesen 31-ből, melyet a Deutsche Bahn üzemeltet.

## A lista
| Név                                 | Közigazgatási egység                                   | Vasútvonal | Szolgáltatások                                                      | Kép |
| ----------------------------------- | ------------------------------------------------------ | --- | ------------------------------------------------------------------- | --- |
| Altenerding station                 | Erding                                                 | Markt Schwaben–Erding-vasútvonal | S2                                                                  |     |
| Altomünster                         | Altomünster                                            | Dachau–Altomünster-vasútvonal | S2                                                                  |     |
| Arnbach station                     | Schwabhausen                                           | Dachau–Altomünster-vasútvonal | S2                                                                  |     |
| Aufhausen (b Erding) station        | Erding                                                 | Markt Schwaben–Erding-vasútvonal | S2                                                                  |     |
| Aying station                       | Aying                                                  | München-Giesing–Kreuzstraße-vasútvonal | S7                                                                  |     |
| Bahnhof Deisenhofen                 | Oberhaching                                            | München–Holzkirchen-vasútvonal München Ost–Deisenhofen-vasútvonal | S3                                                                  |     |
| Bahnhof Grafing                     | Grafing bei München                                    | München–Rosenheim-vasútvonal Grafing–Wasserburg-vasútvonal Grafing–Glonn-vasútvonal | RE 5 S4 S6 RB 48 RB 54                                              |     |
| Bahnhof München Donnersbergerbrücke | Neuhausen-Nymphenburg                                  | München–Holzkirchen-vasútvonal Stammstrecke | S2 S6 S8 S1 S4 S3 S7                                                |     |
| Bahnhof München Flughafen           | Freising Oberding Hallbergmoos                         | München Ost–Müncheni repülőtér-vasútvonal | S1 S8 RE 22                                                         |     |
| Bahnhof München Hackerbrücke        | Maxvorstadt                                            | Stammstrecke | S1 S2 S3 S4 S6 S7 S8                                                |     |
| Bahnhof München Hirschgarten        | Neuhausen-Nymphenburg                                  | Stammstrecke | S1 S2 S3 S4 S6 S8                                                   |     |
| Bahnhof München Isartor             | Altstadt-Lehel                                         | Stammstrecke | S1 S2 S3 S4 S6 S7 S8                                                |     |
| Bahnhof München Karlsplatz          | Ludwigsvorstadt-Isarvorstadt                           | Stammstrecke | S1 S2 S3 S4 S6 S7 S8                                                |     |
| Bahnhof München Marienplatz         | Altstadt-Lehel                                         | Stammstrecke | S1 S2 S3 S4 S6 S7 S8                                                |     |
| Bahnhof München Olympiastadion      | Milbertshofen-Am Hart                                  | Münchner Nordring |                                                                     |     |
| Bahnhof München Rosenheimer Platz   | Au-Haidhausen                                          | Stammstrecke | S1 S2 S3 S4 S6 S7 S8                                                |     |
| Bahnhof München Westkreuz           | München                                                | München–Gauting-vasútvonal München–Herrsching-vasútvonal | S6 S8                                                               |     |
| Bahnhof München-Berg am Laim        | München                                                | München–Simbach-vasútvonal | S2 S4 S6                                                            |     |
| Bahnhof München-Giesing             | München                                                | München Ost–Deisenhofen-vasútvonal München-Giesing–Kreuzstraße-vasútvonal | S7 S3                                                               |     |
| Bahnhof München-Laim                | Laim                                                   | Stammstrecke | S2 S4 S6 S3 S1 S8                                                   |     |
| Bahnhof München-Neuperlach Süd      | Ramersdorf-Perlach                                     | München-Giesing–Kreuzstraße-vasútvonal U5 | U5 S7 210                                                           |     |
| Bahnhof München-Riem                | München                                                | München–Simbach-vasútvonal München Ost Rbf–München-Riem-vasútvonal | S2                                                                  |     |
| Bahnhof München-Trudering           | Trudering-Riem                                         | München–Rosenheim-vasútvonal Münchner Nordring | S4 S6                                                               |     |
| Bahnhof Unterhaching                | Unterhaching                                           | München Ost–Deisenhofen-vasútvonal | S3                                                                  |     |
| Bahnhof Zorneding                   | Zorneding                                              | München–Rosenheim-vasútvonal | S4 S6                                                               |     |
| Baldham station                     | Vaterstetten                                           | München–Rosenheim-vasútvonal | S4 S6                                                               |     |
| Buchenau (Oberbay) station          | Fürstenfeldbruck                                       | München-Buchloe-vasútvonal | S4 S20                                                              |     |
| Dachau Stadt                        | Dachau                                                 | Dachau–Altomünster-vasútvonal | S2                                                                  |     |
| Dürrnhaar station                   | Aying                                                  | München-Giesing–Kreuzstraße-vasútvonal | S7                                                                  |     |
| Ebenhausen-Schäftlarn station       | Schäftlarn                                             | Isartalbahn | S7                                                                  |     |
| Ebersberg (Oberbay) station         | Ebersberg                                              | Grafing–Wasserburg-vasútvonal | S4 S6 RB 48                                                         |     |
| Eglharting railway station          | Kirchseeon                                             | München–Rosenheim-vasútvonal | S4 S6                                                               |     |
| Eichenau (Oberbay) station          | Eichenau                                               | München-Buchloe-vasútvonal | S4 S20                                                              |     |
| Erding station                      | Erding                                                 | Markt Schwaben–Erding-vasútvonal | S2                                                                  |     |
| Erdweg station                      | Erdweg                                                 | Dachau–Altomünster-vasútvonal | S2                                                                  |     |
| Esting station                      | Olching                                                | München–Augsburg nagysebességű vasútvonal | S3                                                                  |     |
| Feldafing station                   | Feldafing                                              | München–Garmisch-Partenkirchen-vasútvonal | S6                                                                  |     |
| Feldkirchen (b München) station     | Feldkirchen                                            | München–Simbach-vasútvonal Abzw Nordost–Feldkirchen-vasútvonal | S2                                                                  |     |
| Fürstenfeldbruck station            | Fürstenfeldbruck                                       | München-Buchloe-vasútvonal | S4 S20                                                              |     |
| Gauting station                     | Gauting                                                | München–Garmisch-Partenkirchen-vasútvonal München–Gauting-vasútvonal | S6                                                                  |     |
| Geisenbrunn station                 | Gilching                                               | München–Herrsching-vasútvonal | S8                                                                  |     |
| Geltendorf station                  | Geltendorf                                             | München-Buchloe-vasútvonal Mering–Weilheim-vasútvonal | S4 S20                                                              |     |
| Germering-Unterpfaffenhofen station | Germering                                              | München–Herrsching-vasútvonal | S8                                                                  |     |
| Gernlinden station                  | Maisach                                                | München–Augsburg nagysebességű vasútvonal | S3                                                                  |     |
| Gilching-Argelsried station         | Gilching                                               | München–Herrsching-vasútvonal | S8                                                                  |     |
| Grafing Stadt station               | Grafing bei München                                    | Grafing–Wasserburg-vasútvonal | S4 S6 RB 48                                                         |     |
| Grafrath station                    | Grafrath                                               | München-Buchloe-vasútvonal | S4 S20                                                              |     |
| Gronsdorf station                   | Haar                                                   | München–Rosenheim-vasútvonal | S4 S6                                                               |     |
| Großhelfendorf station              | Aying                                                  | München-Giesing–Kreuzstraße-vasútvonal | S7                                                                  |     |
| Großhesselohe Isartalbahnhof        | Pullach im Isartal                                     | Isartalbahn München-Solln–Großhesselohe Isartalbahnhof-vasútvonal | S7 S20                                                              |     |
| Grub (Oberbay) station              | Poing                                                  | München–Simbach-vasútvonal | S2                                                                  |     |
| Gräfelfing station                  | Gräfelfing                                             | München–Gauting-vasútvonal | S6                                                                  |     |
| Gröbenzell station                  | Gröbenzell                                             | München–Augsburg nagysebességű vasútvonal | S3                                                                  |     |
| Haar station                        | Haar                                                   | München–Rosenheim-vasútvonal | S4 S6                                                               |     |
| Haltepunkt Fasanenpark              | Unterhaching                                           | München Ost–Deisenhofen-vasútvonal | S3                                                                  |     |
| Haltepunkt Furth                    | Oberhaching                                            | München Ost–Deisenhofen-vasútvonal | S3                                                                  |     |
| Haltepunkt München-Freiham          | Aubing-Lochhausen-Langwied                             | München–Herrsching-vasútvonal | S8                                                                  |     |
| Harthaus station                    | Germering München                                      | München–Herrsching-vasútvonal | S8                                                                  |     |
| Heimstetten station                 | Kirchheim bei München                                  | München–Simbach-vasútvonal | S2                                                                  |     |
| Herrsching station                  | Herrsching am Ammersee                                 | München–Herrsching-vasútvonal | S8                                                                  |     |
| Hohenbrunn station                  | Hohenbrunn                                             | München-Giesing–Kreuzstraße-vasútvonal | S7                                                                  |     |
| Holzkirchen station                 | Holzkirchen                                            | München–Holzkirchen-vasútvonal Holzkirchen–Rosenheim-vasútvonal Holzkirchen–Lenggries-vasútvonal Holzkirchen–Schliersee-vasútvonal                                                       | S3 RB 55 RB 56 RB 57 RB 58                                          |     |
| Höhenkirchen-Siegertsbrunn station  | Höhenkirchen-Siegertsbrunn                             | München-Giesing–Kreuzstraße-vasútvonal | S7                                                                  |     |
| Höllriegelskreuth station           | Pullach im Isartal                                     | Isartalbahn | S7 S20                                                              |     |
| Icking station                      | Icking                                                 | Isartalbahn | S7                                                                  |     |
| Ismaning station                    | Ismaning                                               | München Ost–Müncheni repülőtér-vasútvonal | S8                                                                  |     |
| Kirchseeon station                  | Kirchseeon                                             | München–Rosenheim-vasútvonal | S4 S6                                                               |     |
| Kleinberghofen station              | Erdweg                                                 | Dachau–Altomünster-vasútvonal | S2                                                                  |     |
| Kreuzstraße station                 | Valley                                                 | Holzkirchen–Rosenheim-vasútvonal München-Giesing–Kreuzstraße-vasútvonal | S7                                                                  |     |
| Lochham station                     | Gräfelfing                                             | München–Garmisch-Partenkirchen-vasútvonal München–Gauting-vasútvonal | S6                                                                  |     |
| Maisach station                     | Maisach                                                | München–Augsburg nagysebességű vasútvonal | S3                                                                  |     |
| Mammendorf station                  | Mammendorf                                             | München–Augsburg nagysebességű vasútvonal | S3                                                                  |     |
| Markt Indersdorf station            | Markt Indersdorf                                       | Dachau–Altomünster-vasútvonal | S2                                                                  |     |
| Markt Schwaben station              | Markt Schwaben                                         | München–Simbach-vasútvonal Markt Schwaben–Erding-vasútvonal | S2 RB 40                                                            |     |
| Munich Harras station               | Sendling                                               | München–Holzkirchen-vasútvonal | S7                                                                  |     |
| Munich Lochhausen station           | Aubing-Lochhausen-Langwied                             | München–Augsburg nagysebességű vasútvonal | S3                                                                  |     |
| Munich Siemenswerke station         | Thalkirchen-Obersendling-Forstenried-Fürstenried-Solln | München–Holzkirchen-vasútvonal | S7 S20 S27 (Munich)                                                 |     |
| Munich-Johanneskirchen station      | Bogenhausen                                            | München Ost–Müncheni repülőtér-vasútvonal | S8                                                                  |     |
| Munich-Mittersendling station       | Sendling                                               | München–Holzkirchen-vasútvonal | S7 S20 S27 (Munich)                                                 |     |
| München Hbf (tief) station          | München                                                | Stammstrecke | S1 S2 S3 S4 S6 S7 S8                                                |     |
| München Leienfelsstraße station     | München                                                | München-Buchloe-vasútvonal | S4 S20                                                              |     |
| München Leuchtenbergring állomás    | München                                                | München–Simbach-vasútvonal München Ost–Müncheni repülőtér-vasútvonal | S1 S2 S4 S6 S8                                                      |     |
| München Ost                         | München                                                | München–Simbach-vasútvonal München–Rosenheim-vasútvonal München Ost–Deisenhofen-vasútvonal München Ost–Müncheni repülőtér-vasútvonal Stammstrecke                                        | Railjet EuroCity Intercity S1 S2 S3 S4 S6 S7 S8 RE 5 RB 54 WESTblue |     |
| München-Aubing station              | München                                                | München-Buchloe-vasútvonal | S4 S20                                                              |     |
| München-Daglfing station            | Bogenhausen                                            | München Ost–Müncheni repülőtér-vasútvonal Münchner Nordring | S8                                                                  |     |
| München-Englschalking station       | Bogenhausen                                            | München Ost–Müncheni repülőtér-vasútvonal | S8                                                                  |     |
| München-Fasangarten station         | Obergiesing-Fasangarten                                | München Ost–Deisenhofen-vasútvonal | S3                                                                  |     |
| München-Langwied station            | Aubing-Lochhausen-Langwied                             | München–Augsburg nagysebességű vasútvonal | S3                                                                  |     |
| München-Neuaubing station           | München                                                | München–Herrsching-vasútvonal | S8                                                                  |     |
| München-Pasing                      | Pasing-Obermenzing                                     | München–Augsburg nagysebességű vasútvonal München-Buchloe-vasútvonal München–Garmisch-Partenkirchen-vasútvonal München–Herrsching-vasútvonal Stammstrecke München–Holzkirchen-vasútvonal | FlixTrain S3 S4 S6 S8 S20 RB 6 (Bayern)                             |     |
| München-Perlach station             | München                                                | München-Giesing–Kreuzstraße-vasútvonal | S7                                                                  |     |
| München-St.-Martin-Strasse állomás  | Obergiesing-Fasangarten                                | München Ost–Deisenhofen-vasútvonal | S7 S3                                                               |     |
| Neubiberg station                   | Neubiberg                                              | München-Giesing–Kreuzstraße-vasútvonal | S7                                                                  |     |
| Neugilching station                 | Gilching                                               | München–Herrsching-vasútvonal | S8                                                                  |     |
| Niederroth station                  | Markt Indersdorf                                       | Dachau–Altomünster-vasútvonal | S2                                                                  |     |
| Olching station                     | Olching                                                | München–Augsburg nagysebességű vasútvonal | S3                                                                  |     |
| Ottenhofen (Oberbay) station        | Ottenhofen                                             | Markt Schwaben–Erding-vasútvonal | S2                                                                  |     |
| Otterfing station                   | Otterfing                                              | München–Holzkirchen-vasútvonal | S3                                                                  |     |
| Ottobrunn station                   | Ottobrunn                                              | München-Giesing–Kreuzstraße-vasútvonal | S7                                                                  |     |
| Peiß station                        | Aying                                                  | München-Giesing–Kreuzstraße-vasútvonal | S7                                                                  |     |
| Planegg station                     | Planegg Krailling                                      | München–Garmisch-Partenkirchen-vasútvonal München–Gauting-vasútvonal | S6                                                                  |     |
| Poing station                       | Poing                                                  | München–Simbach-vasútvonal | S2                                                                  |     |
| Possenhofen station                 | Pöcking                                                | München–Garmisch-Partenkirchen-vasútvonal | S6                                                                  |     |
| Puchheim station                    | Puchheim                                               | München-Buchloe-vasútvonal | S4 S20 bus line X80 (Munich)                                        |     |
| Pullach station                     | Pullach im Isartal                                     | Isartalbahn | S7 S20                                                              |     |
| S-Bahnhof Heimeranplatz             | München                                                | München–Holzkirchen-vasútvonal | S7 S20                                                              |     |
| S-Bahnhof Solln                     | Thalkirchen-Obersendling-Forstenried-Fürstenried-Solln | München–Holzkirchen-vasútvonal München-Solln–Großhesselohe Isartalbahnhof-vasútvonal | S7 S20                                                              |     |
| Sauerlach station                   | Sauerlach                                              | München–Holzkirchen-vasútvonal | S3                                                                  |     |
| Schwaigerloh                        | Oberding                                               | Erding Ring Closure |                                                                     |     |
| Schöngeising station                | Schöngeising                                           | München-Buchloe-vasútvonal | S4 S20                                                              |     |
| Seefeld-Hechendorf station          | Seefeld                                                | München–Herrsching-vasútvonal | S8                                                                  |     |
| St. Koloman station                 | Wörth                                                  | Markt Schwaben–Erding-vasútvonal | S2                                                                  |     |
| Starnberg Nord station              | Starnberg                                              | München–Garmisch-Partenkirchen-vasútvonal | S6 904                                                              |     |
| Starnberg station                   | Starnberg                                              | München–Garmisch-Partenkirchen-vasútvonal | S6                                                                  |     |
| Steinebach station                  | Wörthsee                                               | München–Herrsching-vasútvonal | S8                                                                  |     |
| Stockdorf station                   | Gauting                                                | München–Gauting-vasútvonal | S6                                                                  |     |
| Taufkirchen station                 | Taufkirchen                                            | München Ost–Deisenhofen-vasútvonal | S3                                                                  |     |
| Tutzing vasútállomás                | Tutzing                                                | Kochelsee vasútvonal München–Garmisch-Partenkirchen-vasútvonal | S6 RB 6 (Bayern)                                                    |     |
| Türkenfeld station                  | Türkenfeld                                             | München-Buchloe-vasútvonal | S4 S20                                                              |     |
| Unterföhring station                | Unterföhring                                           | München Ost–Müncheni repülőtér-vasútvonal | S8                                                                  |     |
| Vaterstetten station                | Vaterstetten                                           | München–Rosenheim-vasútvonal | S4 S6                                                               |     |
| Weßling (Oberbay) station           | Weßling                                                | München–Herrsching-vasútvonal | S8                                                                  |     |
| Wolfratshausen station              | Wolfratshausen                                         | Isartalbahn | S7                                                                  |     |
| Wächterhof station                  | Höhenkirchen-Siegertsbrunn                             | München-Giesing–Kreuzstraße-vasútvonal | S7                                                                  |     |